# Мартін Ґропіус
Ма́ртін Ґро́піус (нім. Martin Gropius; 11 серпня 1824, Берлін — 13 грудня 1880, там само) — німецький архітектор. 

## Біографія

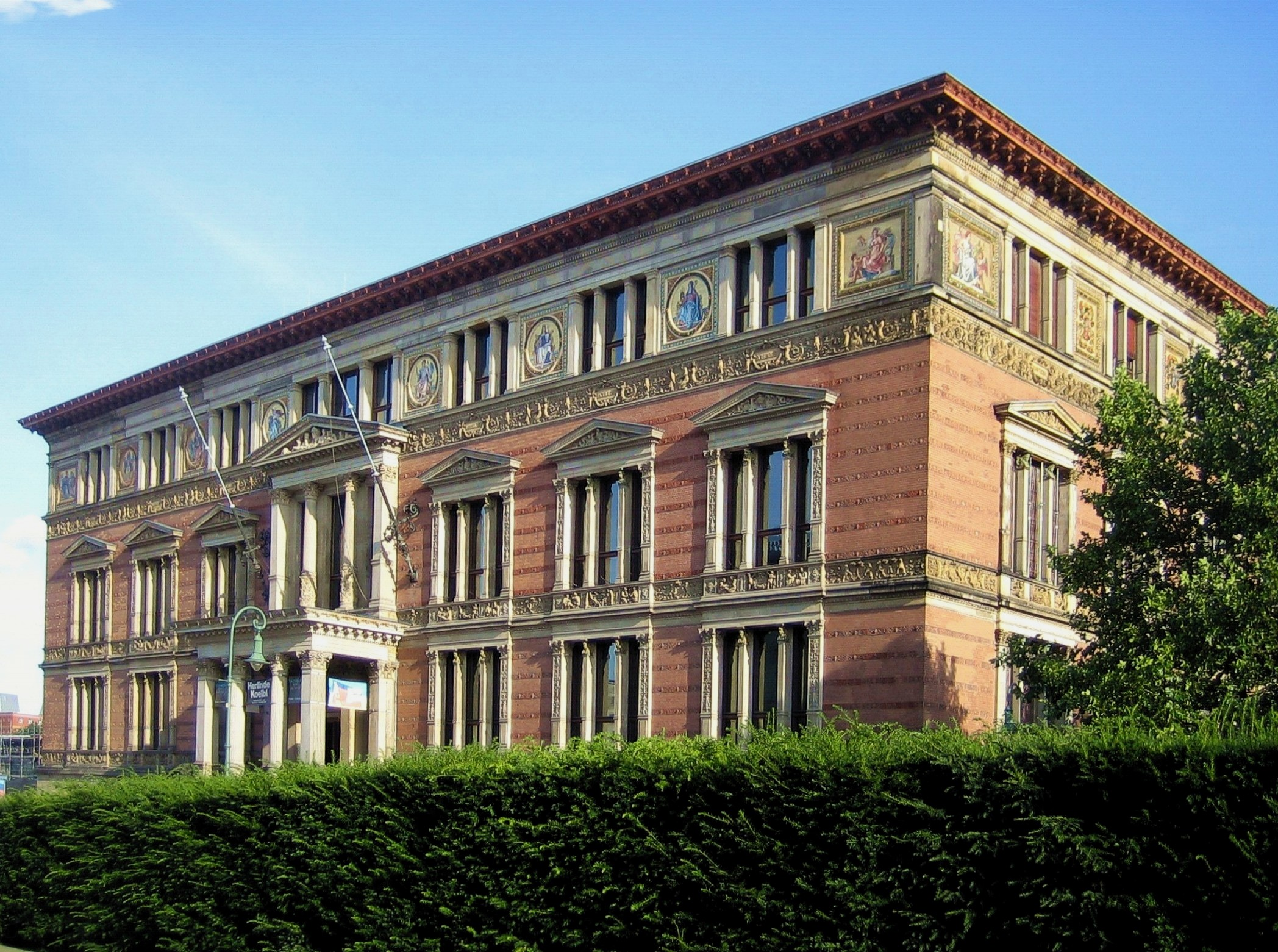
Будівля колишнього Музею декоративного мистецтва в Берліні, нині музей Мартін-Ґропіус-Бау

Архітектором мріяв стати з дитинства. У 1843—1846 роках навчався в Королівському технічному інституті, потому до 1855 року займався практикою архітектури, зокрема здійснював нагляд за спорудженням різних будівель. Був послідовником ідей Карла Фрідріха Шинкеля та учнем Карла Беттіхера. На початку кар'єри проєктував житлові будинки, вілли та заміські резиденції переважно в стилі класицизму. 1856 року став членом Академії прикладних мистецтв, пізніше — академіком Берлінсько-Бранденбурзької академії наук та Австрійської академії наук. 1865 року спільно з Гейно Шмайденом створив архітектурну фірму «Gropius & Schmieden», після чого почав активну роботу архітектором. З 1869 року й до смерті очолював освітні класи при Музеї декоративного мистецтва в Берліні.
Серед найвідоміших будівель, споруджених за його проєктами, — Королівський музей декоративного мистецтва, шпиталь під Фрідріхсгайном, бібліотека Грайфсвальдского університету, а також чимало інших лікарень, приватних особняків та інших споруд.

## Галерея

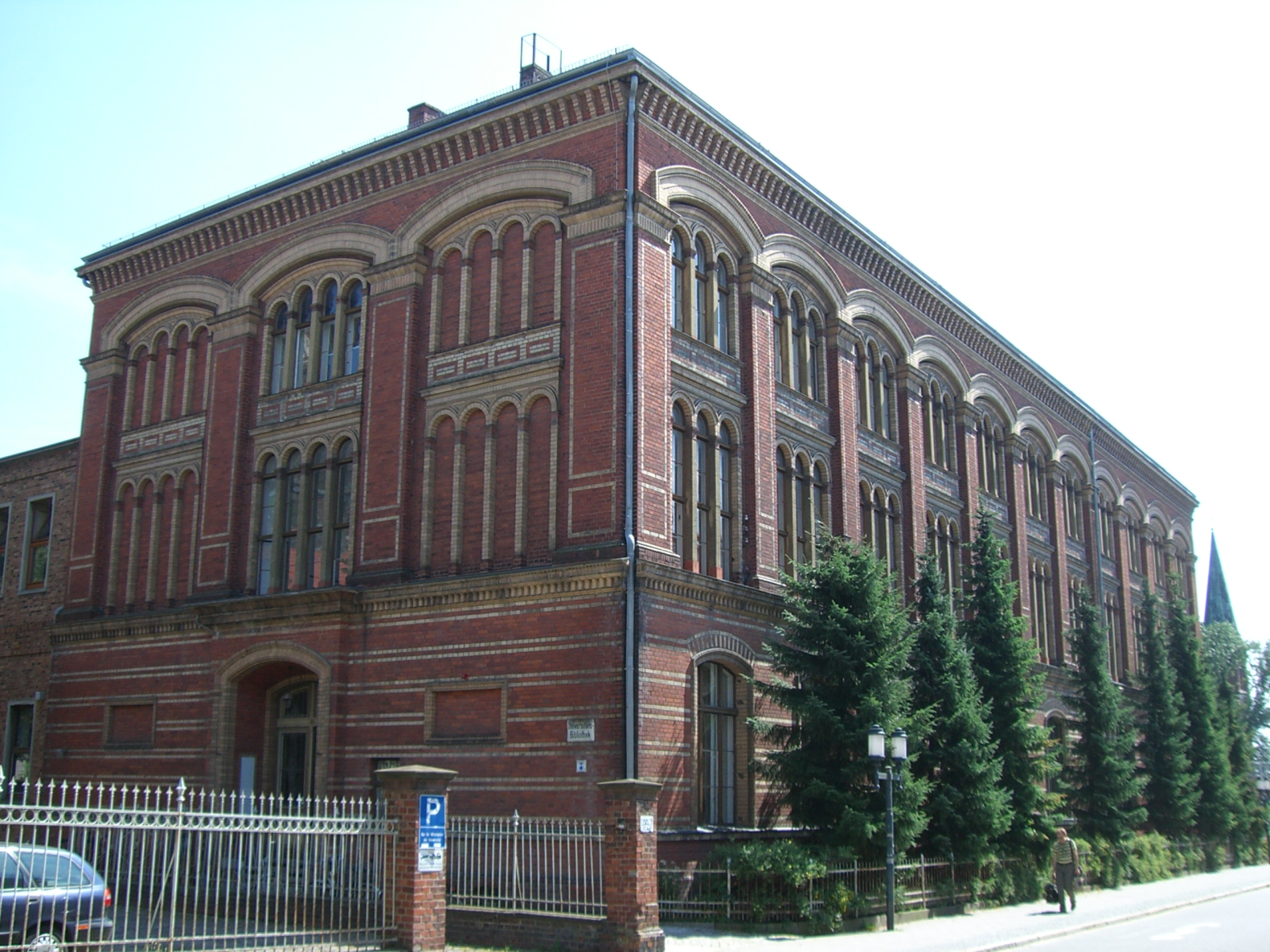
Університетська бібліотека в Грайфсвальді
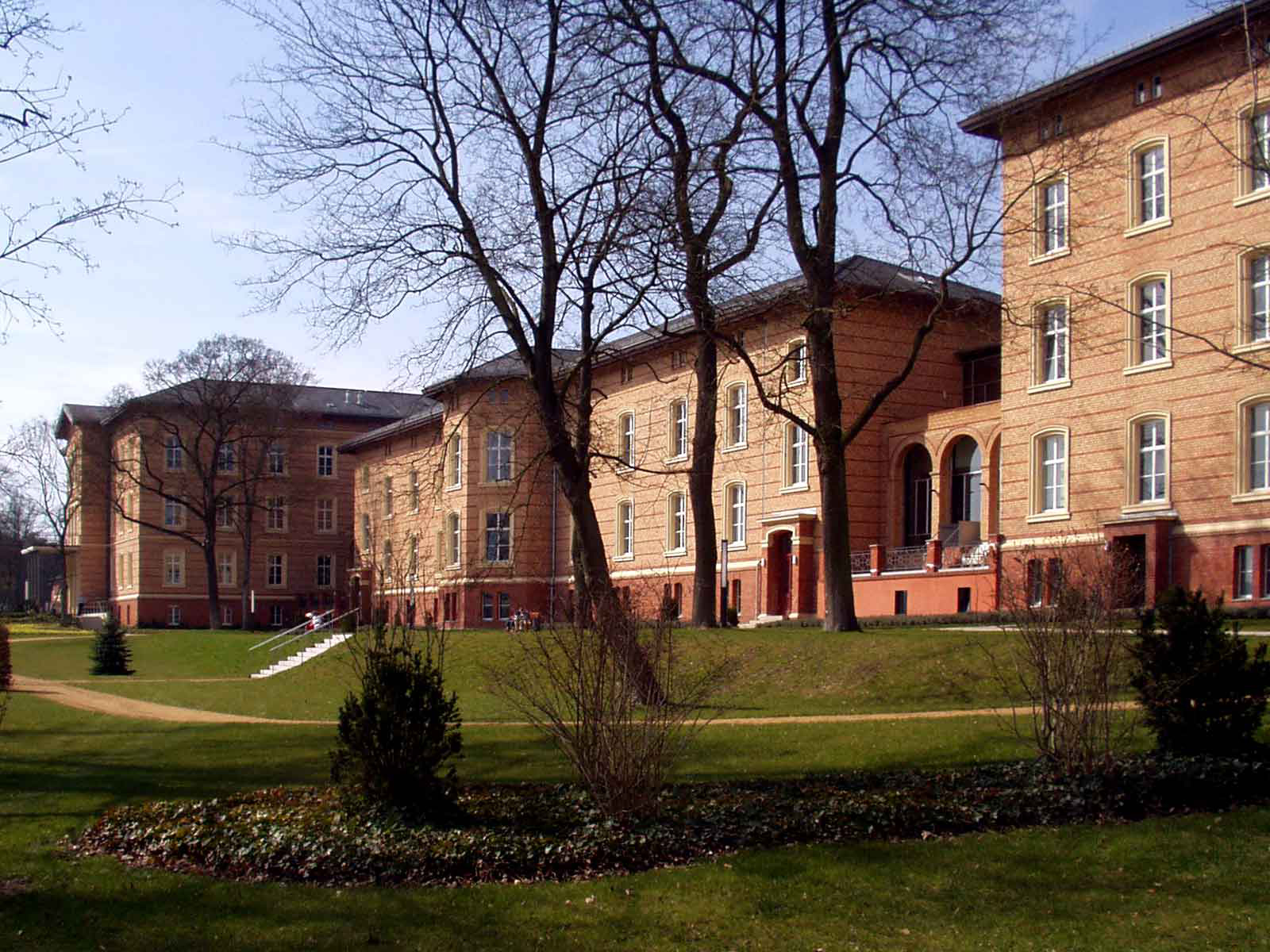
Лікарня в Еберсвальде
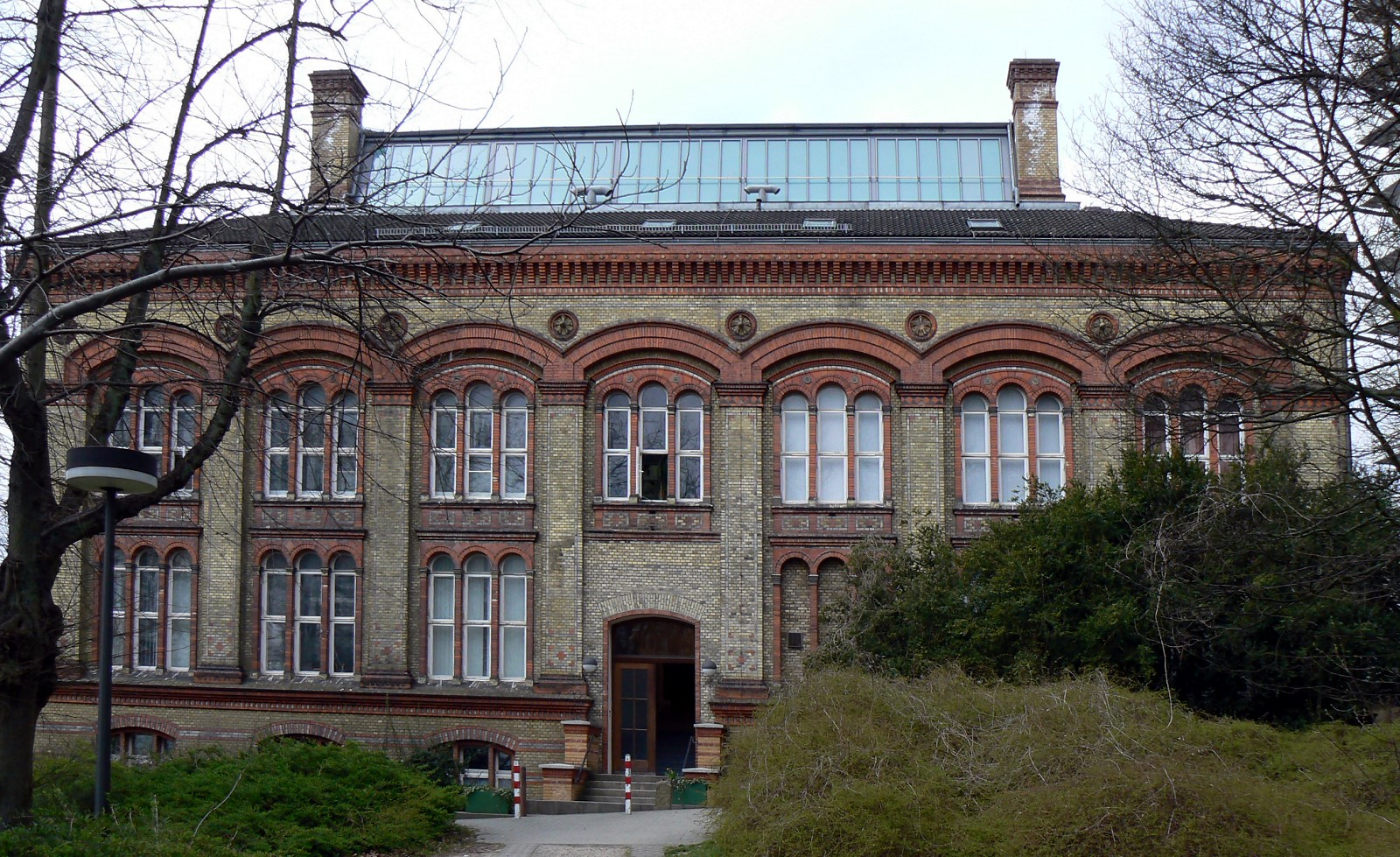
Зоологчно-етнографічний музей Кільського університету
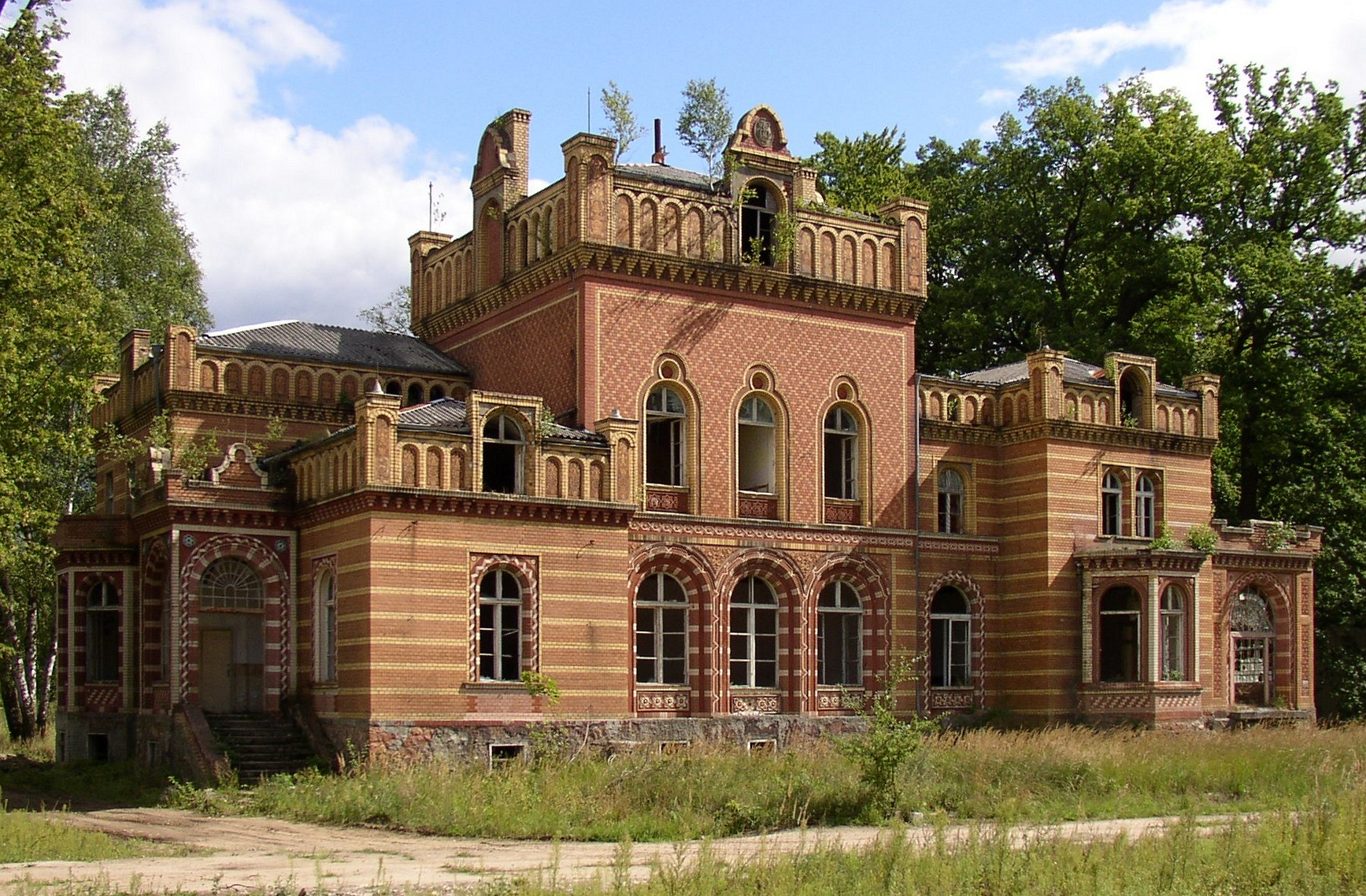
Особняк e Нойруппін-Гентцроде
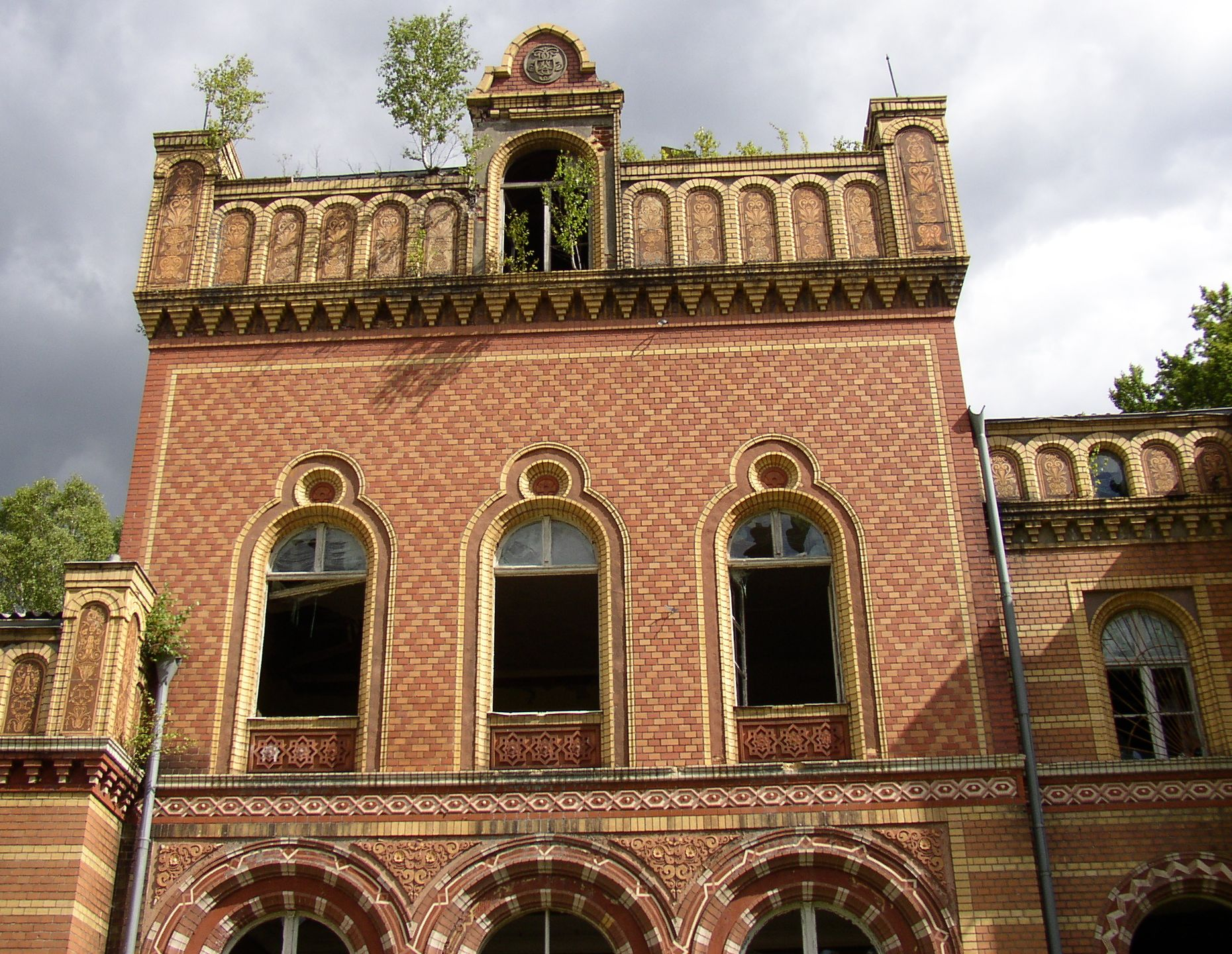
Фрагмент фасаду особняка
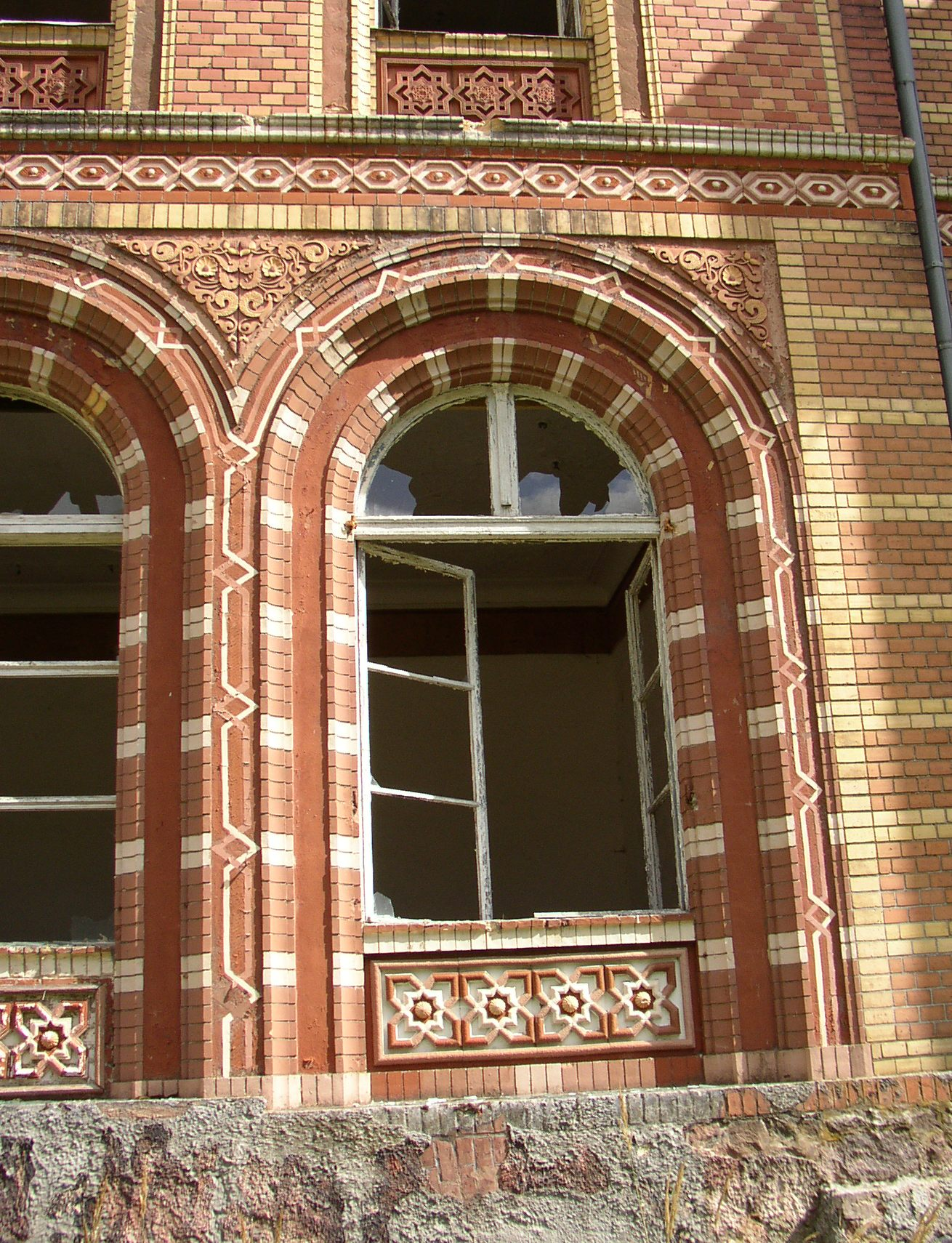
Фрагмент вікна особняка
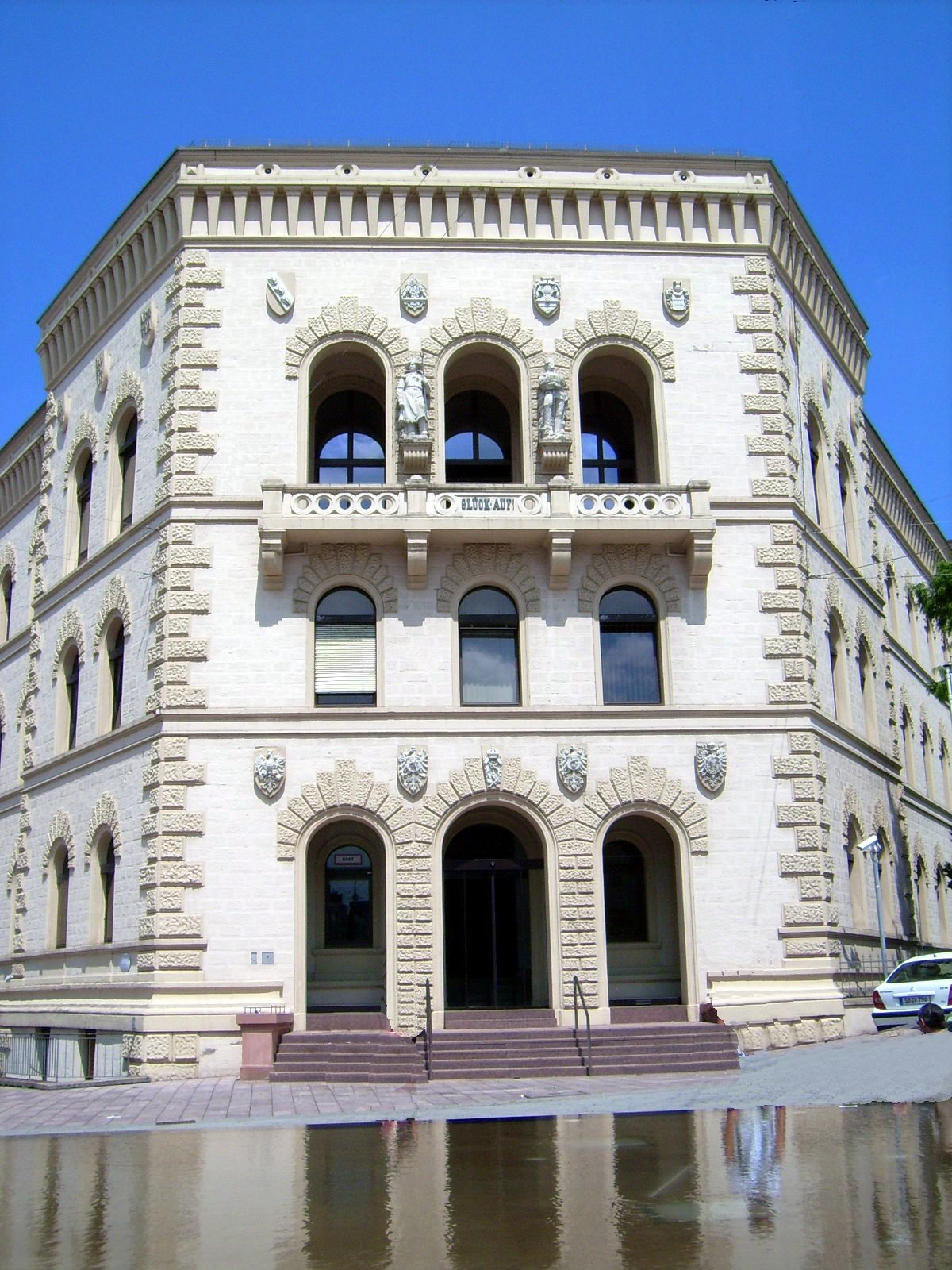
Будинок Дирекції шахт в Саарбрюкені
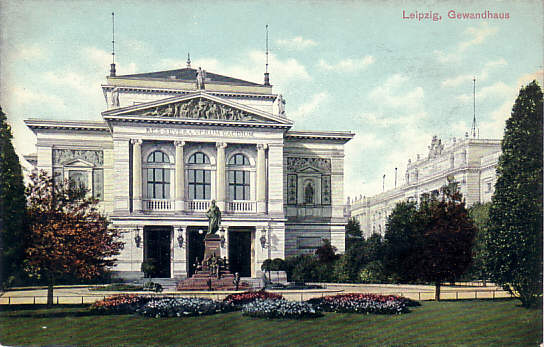
Другий Ґевандгауз у Лейпцигу (1882-1884)

## Родина
Він був одним з шістьох дітей у родині багатого виробника шовкових тканих Карла Ґропіуса (1781–1854) і Берт Ваншаффе (1799–1873). Був одруженим з Елізабет Альтґельт (1828–1863), дочкою дюссельдорфського шкільного радника Германа Альтґельта, і вдруге — з Юлією де Ґрайф (1837–1889). У цих двох подружжях народилось семеро дочок; одна з його дочок Кете Ґропіус (1870–1911) одружилася з художником Мартіном Керте, у свою чергу інша дочка Фріда Ґропіус (1873–1963) вийшла за брата художника, класичного філолога Альфреда Керте. Його внучатий племінник, також архітектор Вальтер Ґропіус став засновником архітектурного стилю «Баугауз».